# Červený mlýn (Zlíchov)
Červený mlýn u Zlíchova je zaniklý mlýn v Praze 5-Hlubočepích, který stál na Dalejském potoce v zaniklé osadě Křenkov. Měl původní č.p. 8, po přečíslování č.p. 209.

## Historie
Zmínka o mlýnu pochází z roku 1590, kdy synové majitele Hlubočep Benjamin a Martin vložili do zemských desek kromě vsi Zlíchov a Hlubočepy a dalších pozemků také „Červený mlýn blíž Prahy“. Menší vodní mlýn stál na Dalejském potoce před ústím do Vltavy původně osamoceně. Voda k němu vedla náhonem ze západu od sousedního Hlubočepského mlýna. Vznikl již před rokem 1720 (je zakreslen na Müllerově mapě). Roku 1749 byl spolu se Zlíchovem přifařen ke kostelu svatého Jakuba na Smíchově. Příchodem rodiny Hergetů, začátkem těžby v lomech a práce ve vápenicích byly v jeho okolí postaveny domky dělníků.
Mlýn ukončil provoz v 60. letech 19. století a byl postupně ubouráván. Na jeho místě pak vznikla hospůdka zvaná U Dědků nebo také Na Růžku. Spolu s Křenkovem zanikl po roce 1978 při stavbě Barrandovského mostu.